# 1997年9月2日日食
1997年9月2日日食是一次日偏食，發生於1997年9月2日（西半球為9月1日）。新月當天（即朔日），地球上觀測到月球和太阳的角距離極小，此時月球如果恰好在月球交點附近，穿過太阳和地球之間，與地球、太阳接近一直線，則會出現日食。由於月球偏北或偏南，本影及偽本影從地球以北或以南經過而未接觸地表，只有半影覆蓋了地球北端或南端部分區域，形成日偏食。此次日偏食月球偏南，出現在澳大拉西亞及南极洲靠近太平洋的地區。

此次日偏食過程中月影在地表移動的動畫

## 日食概況

### 出現區域
本次日偏食可在澳大利亚、新西兰、新喀里多尼亞、所罗门群岛南部及南极洲靠近太平洋的部分區域看到。其中絕大部分陸地均位於國際日期變更線以西，在9月2日看到日食，其餘部分在9月1日看到日食。

### 基本參數
- 類型：日偏食
- 食分最大處（位於南极洲威爾克斯地）資料：
  - 時間：1997年9月2日0:03:45
  - 地點：71°48′S 114°18′E / 71.8°S 114.3°E
  - 食分：0.8988（日食帶內最大）[3]

## 相關的日食

### 1997-2000年的日食
月球交替位於相對的月球交點時，以半個交點年（食年），即約177天又4小時間隔出現下列日食。
| 日食列表  |           |           |           |           |           |           |           |           |           |           |           |
| 1997-2000 | 2000-2003 | 2004-2007 | 2008-2011 | 2011-2014 | 2015-2018 | 2018-2021 | 2022-2025 | 2026-2029 | 2029-2032 | 2033-2036 | 2036-2039 |

| 降交點                                                         | 降交點                  |                  | 升交點                   | 升交點 |
| 沙羅周期                                                       | 地圖                    | 沙羅周期         | 地圖                     |        |
| 120 俄罗斯赤塔的日全食                                         | 1997年3月9日 全食       | 125              | 1997年9月2日 偏食（南）  |        |
| 130                                                            | 1998年2月26日 全食      | 135              | 1998年8月22日 環食       |        |
| 140                                                            | 1999年2月16日 環食      | 145 法国的日全食 | 1999年8月11日 全食       |        |
| 150                                                            | 2000年2月5日 偏食（南） | 155              | 2000年7月31日 偏食（北） |        |
| 註：2000年7月1日和2000年12月25日的日偏食屬於下一組交點年系列。 |                         |                  |                          |        |

### 沙羅周期
沙羅周期長度為18年11天。本次日食屬於沙羅周期125，共包含73次日食，依次為1060年2月4日至1258年6月3日的12次日偏食、1276年6月13日至1330年7月16日的4次日全食、1348年7月26日至1366年8月7日的2次全環食（亦稱混合食）、1384年8月17日至1979年8月22日的24次日環食、1997年9月2日至2358年4月9日的21次日偏食，總共歷時1298.17年。其中最長的全食發生於1294年6月25日，共持續了1分11秒。
下表列舉了1901年至2100年間發生的屬於該周期的日食，是第48至58次：
| 48             | 49             | 50            |
| -------------- | -------------- | ------------- |
| 1907年7月10日  | 1925年7月20日  | 1943年8月1日  |
| 51             | 52             | 53            |
| 1961年8月11日  | 1979年8月22日  | 1997年9月2日  |
| 54             | 55             | 56            |
| 2015年9月13日  | 2033年9月23日  | 2051年10月4日 |
| 57             | 58             |               |
| 2069年10月15日 | 2087年10月26日 |               |

## 資料來源
1. ↑  樊忠玉. . 中国天文科普网.   [2016-01-04]. （原始内容存档于2014-09-17）.
2. ↑  Fred Espenak. . NASA Eclipse Web Site.   [2016-01-04]. （原始内容存档于2019-03-22）.（英文）
3. ↑  Fred Espenak. . NASA Eclipse Web Site.   [2016-01-04]. （原始内容存档于2020-10-21）.（英文）
4. ↑  Fred Espenak. . NASA Eclipse Web Site.（英文）

## 外部連結
- NASA日食專頁（页面存档备份，存于）（英文）
- 可見區域圖和時間統計：由弗雷德·埃斯佩納克做出的日食預報，NASA/GSFC
  - 貝塞爾元素
- 南天的日偏食（页面存档备份，存于），1997年9月3日每日一天文圖，拍攝於澳大利亚南澳大利亚州坎加魯島金斯科特（英语：Kingscote, South Australia）

| \| \| 日食 \|                            |                             |                                           |
| 上一次日食： 1997年3月9日日食 （日全食） | 1997年9月2日日食 （日偏食） | 下一次日食： 1998年2月26日日食 （日全食） |
| 上一次日偏食： 1996年10月12日日食        | 1997年9月2日日食 （日偏食） | 下一次日偏食： 2000年2月5日日食           |
|                                          | 日食                        |                                           |